# 王冷斋
王冷斋（1892年—1960年），原名仁则，字若璧，笔名冷公，福建福州人，中国革命家，政治人物，1937年七七事变时任宛平县县长。第二、三届全国政协委员。中央文史研究馆馆员。

## 生平

### 早年与教育
王冷斋生于福州府仓山城门石步村。家世寒儒。1908年福建陆军小学肄业。1911年参加辛亥革命。1914年初考入保定陸軍軍官學校步科二期，与李宗仁、秦德純、白崇禧等是同学。

### 民国时期
1916年毕业后，在上海参加讨伐袁世凯称帝。1917年参加讨伐張勳復辟。1918年任亚东通讯社总编辑，后在京东太平街创办远东通讯社和《京津晚报》，自任社长。五四运动期间积极宣传爱国思想，不断揭发军阀统治及社会黑暗现象。一次，安徽督军倪嗣冲要求发表文稿，并送来钞票一束，被王冷斋严词拒绝。由于抨击1923年曹锟贿选，造成晚报被禁，王本人亦遭通缉。1928年参加国民革命军北伐，不久后去职前往上海，潜心写作。1935年受北平市长秦德純邀请，任北平市政府参事兼宣传室主任。1936年底奉命出任河北省第三区行政督察专员兼宛平县县长。

### 七七事变
1937年1月1日，他与秘书洪大中、翻译卓采谋正式赴任宛平，与日军大井村建造军用机场事宜进行谈判。他多次正面严厉拒绝日方的修建请求。日方又从民间着手，勾结当地汉奸和地痞流氓，以重利诱惑居民自愿租卖土地。王冷斋发觉后，当即派人到大井村调查，抓住汉奸头目，向居民宣传爱国主义思想，挫败日方阴谋诡计。
1937年7月7日夜，宛平城传出枪声。当晚王冷斋住在北平，午夜12时收到秦德純的电话，获知当晚情况，并被委任调查日军失踪原委。王冷斋迅速电话通知宛平驻军营长金振中，切实查询守兵状况。金振中检查结果是，“我军并无开枪之事，而且每人所带子弹并不短少一枚” ，“更未发现有所谓失踪日兵的踪迹”。得知情况后，王冷斋奉命前往北平日本特务机关部与松井谈判。
在到达目的地后，日本冀察绥靖公署顾问樱井、日军辅佐官寺平、秘书斋藤和中国方面冀察外交委员主席魏宗瀚、委员孙润宇、专员林耕宇、冀察交通处副处长周永业等人已经在座。王冷斋首先声明，城内中方守兵并无开枪之事，更无所谓失踪日兵。日方诡辩道：“城外搜寻不到失踪的演习士兵，必须进城搜索”。王冷斋怒道：“夜间宛平城门已闭，日兵在城外演习，怎么能在城内失踪?”日方以武力相逼，拿出一张地图给王冷斋说：“事态已经十分严重，现已不及等待调查谈判，只有请你速令城内守军向西门撤出，日军进至东门城内数十米地带再商量解决办法，以免冲突。”王冷斋严厉拒绝。谈判无果，最终决定让王冷斋、林耕宇、周永业、樱井、寺平、斋藤6人共同驱车前往宛平城调查。王冷斋在出发前接到密报：驻丰台的日军倾巢出动，全副武装开赴卢沟桥。
当车开到离城2里的地方时，寺平请王冷斋下车，再次要求其命令城内守军向西门撤出。此时道路旁已被日军占领。王冷斋再次拒绝。在双方进城谈判后，城外日军突然开枪。战争爆发。

### 全面抗战
日军占领平、津后，王冷斋随二十九军撤退，先后在济南、开封、西安组建第一集团军办事处。1939年春，离开军队赴香港治病。1941年底太平洋战争爆发后，香港沦陷，他前往桂林，任大同银行桂林分行监察。1945年8月日本投降后，于1946年应邀赴远东国际军事法庭出庭作证。

### 晚年
1951年12月受聘为中央文史研究馆馆员。历任第二、三届全国政协委员，北京市文史馆副馆长。1960年11月16日病逝。著有《卢沟桥事变始末记》、《七七事变的回忆》、《卢沟桥事变纪事诗》等。

## 延伸阅读
- . 光明日报. 2010年8月20日: 第10版  [2019年10月14日]. （原始内容存档于2019年10月14日）.
- 王冷斋. . 时事出版社. 1987年1月.